# بولاسترون
بولاسترون (به انگلیسی: Bolasterone) با فرمول شیمیایی C21H32O2 یک ترکیب شیمیایی با شناسه پاب‌کم 23664719 است. که جرم مولی آن ۳۱۶٫۴۸ گرم بر مول می‌باشد.